# Кумхаузен
Кумхаузен (нем. Kumhausen) — община в Германии, в Республике Бавария.
Община расположена в правительственном округе Нижняя Бавария в районе Ландсхут. Население составляет 5161 человек (на 31 декабря 2010 года). Занимает площадь 37,07 км².
Община подразделяется на 5 сельских округов.

## Население
По оценке на 31 декабря 2015 года население общины Кумхаузен составляет 5351 чел. 

| Дата      | 1840 | 1871 | 1900 | 1925 | 1939 | 1950 | 1961 | 1970 | 1987 | 2011 |
| --------- | ---- | ---- | ---- | ---- | ---- | ---- | ---- | ---- | ---- | ---- |
| Население | 1102 | 1315 | 1502 | 1585 | 1489 | 2228 | 1906 | 2225 | 3416 | 5074 |

| Год       | 1960 | 1970 | 1980 | 1990 | 2000 | 2009 | 2010 | 2011 | 2012 | 2013 | 2014 | 2015 |
| --------- | ---- | ---- | ---- | ---- | ---- | ---- | ---- | ---- | ---- | ---- | ---- | ---- |
| Население | 1808 | 2411 | 3243 | 3574 | 4356 | 4932 | 5161 | 5106 | 5200 | 5245 | 5330 | 5351 |